# 3C busz (Salgótarján)
A salgótarjáni 3C busz a Helyi autóbusz-állomás és a Hősök úti forduló között közlekedik az Eperjes-telep érintésével a 21-es főút várost tehermentesítő szakaszán.

## Útvonala
| Hősök úti forduló felé:                                                                                               | Helyi autóbusz-állomás felé:                                                                                          |
| --- | --- |
| Helyi autóbusz-állomás – Rákóczi út – Bem utca – Bajcsy-Zsilinszky út – Budapesti út – Hősök útja – Hősök úti forduló | Hősök úti forduló – Hősök útja – Budapesti út – Bajcsy-Zsilinszky út – Bem utca – Rákóczi út – Helyi autóbusz-állomás |

## Megállóhelyei
| 3C (Helyi autóbusz-állomás – Eperjes-telep – Hősök úti forduló)                     |                              |          | | |
| Perc (↓)                                                                            | Megállóhely                  | Perc (↑) | Megállóhelyet érintő járatok                                                                                | Fontosabb létesítmények                                                                                              |
| 0                                                                                   | Helyi autóbusz-állomás       | 18       | 1, 1U, 2A, 2T, 3, 3C, 4, 5, 6, 7, 7A, 7B, 7C, 8, 9, 11, 11A, 11B, 13, 14, 19, 27A, 36, 46, 58, 63, 63S, 113 | Salgótarján külső Salgótarján helyi autóbusz-állomás                                                                 |
| 2                                                                                   | Külső-pályaudvar bejárati út | 17       | 1, 1U, 2A, 2T, 3, 3C, 4, 5, 6, 7, 7A, 7B, 7C, 8, 9, 11, 11A, 11B, 13, 14, 19, 27A, 36, 46, 58, 63, 63S, 113 | Salgótarján külső Salgótarján helyi autóbusz-állomás                                                                 |
| 4                                                                                   | Tűzhelygyár alsó             | 16       | 1, 1U, 2A, 2T, 3C, 5, 6, 7, 7A, 7B, 7C, 8, 11, 11A, 11B, 13, 14, 19, 27A, 36, 46, 58, 63, 63S, 113          | Tűzhelygyár |
| 5                                                                                   | Tűzhelygyár                  | 15       | 1, 1U, 2A, 2T, 3C, 5, 6, 7, 7A, 7B, 7C, 8, 11, 11A, 11B, 13, 14, 19, 27A, 36, 46, 58, 63, 63S, 113          | Tűzhelygyár, Salgótarjáni Szakképzési Centrum Stromfeld Aurél Gépipari, Építőipari és Informatikai Szakközépiskolája |
| 7                                                                                   | Megyeháza                    | 13       | 1, 1U, 3C, 5, 6, 7, 7A, 7B, 7C, 8, 9, 11, 11A, 11B, 13, 14, 19, 27A, 36, 46, 58, 63, 63S, 113               | Megyeháza |
| 8                                                                                   | Bem utca                     | ∫        | 1, 3C, 5, 6, 7, 7A, 7B, 7C, 8, 11, 11A, 11B, 14, 19, 27A, 36, 46, 58, 63, 63S                               | Városháza, Dornyay Béla Múzeum, Apolló Mozi                                                                          |
| 10                                                                                  | Piac (Bajcsy-Zsilinszky út)  | 10       | 3C | Vásárcsarnok, Piac, Kereskedelmi és Vendéglátóipari Szakközépiskola                                                  |
| 11                                                                                  | Bajcsy-Zsilinszky út 14.     | 9        | 3C | |
| 12                                                                                  | Eperjes telep                | 8        | 3C | |
| 13                                                                                  | Baglyasalja, felüljáró       | 6        | 3C, 4, 4A, 14, 46                                                                                           | |
| A szürke háttérrel jelölt megállókat csak a Gorkijtelep felé betérő járatok érintik |                              |          | | |
| +1                                                                                  | Gorkijtelepi elágazó         | +3       | 3C, 36, 63S                                                                                                 | |
| +2                                                                                  | Gorkijtelep                  | +2       | 3C, 36, 63S                                                                                                 | |
| +3                                                                                  | Gorkijtelepi elágazó         | +1       | 3C, 36, 63S                                                                                                 | |
| 15                                                                                  | Arany János Általános Iskola | 3        | 3, 3C, 4A, 36, 63, 63S, 113                                                                                 | Salgótarjáni Általános Iskola Arany János Tagiskolája                                                                |
| 16                                                                                  | Déryné út                    | 2        | 3, 3C, 4A, 36, 63, 63S, 113                                                                                 | |
| 17                                                                                  | Hősök út, Frigovill          | 1        | 3, 3C, 4A, 36, 63, 63S, 113                                                                                 | |
| 18                                                                                  | Hősök úti forduló            | 0        | 3, 3C, 4A, 36, 63, 63S, 113                                                                                 | |

## Külső hivatkozások
- Valós idejű utastájékoztatás Archiválva 2018. augusztus 21-i dátummal a Wayback Machine-ben